# Olympique de Marseille 2020-2021
Questa voce raccoglie le informazioni riguardanti l'Olympique de Marseille nelle competizioni ufficiali della stagione 2020-2021.

## Maglie e sponsor
Lo sponsor tecnico per la stagione 2020-2021 è Puma, mentre lo sponsor ufficiale è Uber Eats.
| Casa | Trasferta | Terza |

## Organigramma societario
Area direttiva
- Presidente e Direttore generale: Jacques-Henri Eyraud
- Consigliere speciale: Paul Aldridge
- Presidente del Consiglio di sorveglianza: Frank McCourt
- Amministratore delegato: Hugues Ouvrard
- Direttore amministrativo e finanziario: Baptiste Viprey
- Direttore organizzativo: Thierry Aldebert

Area tecnica
- Allenatore: André Villas-Boas
- Collaboratori tecnici: Daniel Sousa, Ricardo Carvalho
- Allenatore portieri: Will Coort
- Preparatore atletico: José Mario Rocha, Pedro Silva
- Analisi tecnica: Sam Dorin, Antony Santiago
- Magazzinieri: Rani Berbachi, Samir Berbachi, Walid Baaloul

Area sanitaria
- Medici sociale: Abdou Sbihi, Jacques Taxil, Mathias Giustiniani
- Fisioterapisti: Alain Soultanian, Yannick Dyduch, Pierre Vespignani, Maxime Matton
- Osteopata: Gilles Davin

## Rosa
| N. |                        | Ruolo | Calciatore                     |
| -- | ---------------------- | ----- | ------------------------------ |
| 1  | Camerun (bandiera)     | P     | Simon Ngapandouetnbu           |
| 2  | Giappone (bandiera)    | D     | Hiroki Sakai                   |
| 3  | Spagna (bandiera)      | D     | Álvaro                         |
| 4  | Francia (bandiera)     | C     | Boubacar Kamara                |
| 5  | Argentina (bandiera)   | D     | Leonardo Balerdi               |
| 6  | Paesi Bassi (bandiera) | C     | Kevin Strootman                |
| 7  | Serbia (bandiera)      | C     | Nemanja Radonjić               |
| 8  | Francia (bandiera)     | C     | Morgan Sanson                  |
| 9  | Argentina (bandiera)   | A     | Darío Benedetto                |
| 10 | Francia (bandiera)     | A     | Dimitri Payet (terzo capitano) |
| 11 | Brasile (bandiera)     | A     | Luis Henrique                  |
| 15 | Croazia (bandiera)     | D     | Duje Ćaleta-Car                |
| 16 | Francia (bandiera)     | P     | Yohann Pelé                    |
| 18 | Francia (bandiera)     | D     | Jordan Amavi                   |
| 19 | Polonia (bandiera)     | A     | Arkadiusz Milik                |
| 20 | Francia (bandiera)     | D     | Christopher Rocchia            |
| 21 | Francia (bandiera)     | C     | Valentin Rongier               |
| 22 | Francia (bandiera)     | C     | Pape Gueye                     |
| 23 | Francia (bandiera)     | A     | Marley Aké                     |

| N. |                     | Ruolo | Calciatore                      |
| -- | ------------------- | ----- | ------------------------------- |
| 24 | Tunisia (bandiera)  | C     | Saîf-Eddine Khaoui              |
| 25 | Giappone (bandiera) | D     | Yūto Nagatomo                   |
| 26 | Francia (bandiera)  | A     | Florian Thauvin (vice-capitano) |
| 28 | Francia (bandiera)  | A     | Valère Germain                  |
| 29 | Francia (bandiera)  | A     | Florian Chabrolle               |
| 29 | Spagna (bandiera)   | D     | Pol Lirola                      |
| 30 | Francia (bandiera)  | P     | Steve Mandanda (capitano)       |
| 32 | Francia (bandiera)  | D     | Lucas Perrin                    |
| 34 | Francia (bandiera)  | C     | Alexandre Phliponeau            |
| 37 | Francia (bandiera)  | D     | Aaron Kamardin                  |
| 37 | Senegal (bandiera)  | A     | Bamba Dieng                     |
| 38 | Francia (bandiera)  | C     | Ugo Bertelli                    |
| 39 | Francia (bandiera)  | A     | Jores Rahou                     |
| 41 | Francia (bandiera)  | C     | Cheick Souaré                   |
| 42 | Francia (bandiera)  | D     | Richecard Richard               |
| 43 | Francia (bandiera)  | C     | Nassim Ahmed                    |
|    | Grecia (bandiera)   | A     | Kōstas Mītroglou                |
|    | Francia (bandiera)  | C     | Maxime Lopez                    |
|    | Francia (bandiera)  | C     | Bouna Sarr                      |

## Calciomercato

### Sessione estiva
| Acquisti | Acquisti               | Acquisti          | Acquisti                                   |
| R.       | Nome                   | da                | Modalità                                   |
| -------- | ---------------------- | ----------------- | ------------------------------------------ |
| A        | Luis Henrique          | Três Passos       | acquisto definitivo (12 milioni €)         |
| D        | Álvaro                 | Villarreal        | acquisto definitivo (4 milioni €)          |
| D        | Leonardo Balerdi       | Borussia Dortmund | prestito oneroso (1 milione € - 30.6.2021) |
| D        | Yuto Nagatomo          | Galatasaray       | acquisto definitivo (gratuito)             |
| C        | Pape Gueye             | Le Havre          | acquisto definitivo (gratuito)             |
| A        | Konstantinos Mitroglou | PSV               | fine prestito                              |
| A        | Jorès Rahou            | -                 | aggregato dalle giovanili                  |
| C        | Nassim Ahmed           | -                 | aggregato dalle giovanili                  |
| C        | Ugo Bertelli           | -                 | aggregato dalle giovanili                  |
| C        | Cheick Souaré          | -                 | aggregato dalle giovanili                  |
| D        | Richecard Richard      | -                 | aggregato dalle giovanili                  |
| D        | Aaron Kamardin         | -                 | aggregato dalle giovanili                  |
| D        | Christopher Rocchia    | Sochaux           | fine prestito                              |
| C        | Michaël Cuisance       | Bayern Monaco     | prestito (30.6.2021)                       |
| A        | Luis Henrique          | Botafogo          | acquisto definitivo (8milioni €)           |

| Cessioni | Cessioni             | Cessioni      | Cessioni                          |
| R.       | Nome                 | a             | Modalità                          |
| -------- | -------------------- | ------------- | --------------------------------- |
| C        | Grégory Sertic       | -             | svincolato                        |
| D        | Álvaro               | Villarreal    | fine prestito                     |
| D        | Bouna Sarr           | Bayern Monaco | cessione definitiva (8 milioni €) |
| D        | Abdallah Ali Mohamed | Zulte Waregem | prestito (30.6.2021)              |
| C        | Maxime López         | Sassuolo      | prestito (30.6.2021)              |
| P        | Ahmadou Dia          | Dordrecht     | prestito (30.6.2021)              |

### Sessione invernale
| Acquisti | Acquisti        | Acquisti   | Acquisti                         |
| R.       | Nome            | da         | Modalità                         |
| -------- | --------------- | ---------- | -------------------------------- |
| D        | Pol Lirola      | Fiorentina | prestito con diritto di riscatto |
| A        | Arkadiusz Milik | Napoli     | prestito con obbligo di riscatto |

| Cessioni | Cessioni        | Cessioni | Cessioni |
| R.       | Nome            | a        | Modalità |
| -------- | --------------- | -------- | -------- |
| C        | Kevin Strootman | Genoa    | prestito |

## Risultati

### Ligue 1

#### Girone d'andata
| Arbitro: | Buquet |

|  |           |                        |
|  | Marcatori | 6’ Hamouma 75’ Bouanga |

| Arbitro: | Delerue |

|                              |           |                                 |
| Faivre 45+1’ Charbonnier 89’ | Marcatori | 20’ Thauvin 27’, 80’ Ćaleta-Car |

| Arbitro: | Brisard |

|  |           |             |
|  | Marcatori | 31’ Thauvin |

| Arbitro: | Ben El Hadj |

|             |           |                 |
| Germain 85’ | Marcatori | 47’ Luiz Araújo |

| Arbitro: | Wattellier |

|              |           |           |
| Sanson 90+5’ | Marcatori | 71’ Niane |

| Arbitro: | Frappart |

|                  |           |           |
| Aouar 28’ (rig.) | Marcatori | 16’ Payet |

| Arbitro: | Schneider |

|                                        |           |          |
| Thauvin 5’ Amavi 54’ Castro 64’ (aut.) | Marcatori | 83’ Maja |

| Arbitro: | Bastien |

|  |           |             |
|  | Marcatori | 54’ Balerdi |

| Arbitro: | Pignard |

|  |           |           |
|  | Marcatori | 59’ Banza |

| Arbitro: | Hamel |

|  |           |            |
|  | Marcatori | 72’ Sanson |

| Arbitro: | Lesage |

|                              |           |                         |
| González 14’ Khaoui 42’, 53’ | Marcatori | 47’ Gouiri 83’ Sellouki |

| Arbitro: | Lesage |

|                                           |           |          |
| Thauvin 2’ Payet 35’ Benedetto 60’ (rig.) | Marcatori | 73’ Blas |

| Arbitro: | Delajod |

|  |           |                           |
|  | Marcatori | 57’ Benedetto 84’ Germain |

| Arbitro: | Millot |

|                          |           |            |
| Thauvin 5’ Benedetto 13’ | Marcatori | 79’ Yedder |

| Arbitro: | Turpin |

|                      |           |           |
| Traoré 63’ Hunou 83’ | Marcatori | 24’ Gueye |

| Arbitro: | Leonard |

|             |           |                     |
| Thauvin 45’ | Marcatori | 20’ (aut.) Nagatomo |

| Arbitro: | El Hadj |

|                   |           |             |
| Lage 4’ Diony 23’ | Marcatori | 75’ Rongier |

| Arbitro: | Frappartt |

|                                    |           |            |
| Radonjic 41’ Payet 80’ Germain 84’ | Marcatori | 52’ Mollet |

| Digione 9 gennaio 2021, ore 21:00 CET 19ª giornata | Digione     | 0 – 0 referto | Olympique Marsiglia | Stadio Gaston Gérard (0 spett.)\| Arbitro: \| Miguelgorry \| |
| Arbitro:                                           | Miguelgorry |               |                     |                                                              |

#### Girone di ritorno
| Arbitro: | Stinat |

|               |           |                   |
| Benedetto 85’ | Marcatori | 55’, 58’ Eliasson |

| Arbitro: | Letexier |

|                                          |           |              |
| Maripán 47’ Tchouaméni 75’ Jovetić 90+2’ | Marcatori | 12’ Radonjić |

| Arbitro: | Pignard |

|              |           |  |
| Cuisance 88’ | Marcatori |  |

| Arbitro: | Delajod |

|                       |           |                         |
| Sotoca 46’ Medina 61’ | Marcatori | 37’ Thauvin 45+3’ Milik |

| Arbitro: | Bastien |

|  |           |                      |
|  | Marcatori | 9’ Mbappé 24’ Icardi |

| Bordeaux 14 febbraio 2021, ore 21:00 CET 25ª giornata | Bordeaux | 0 – 0 referto | Olympique Marsiglia | Stadio Matmut-Atlantique (0 spett.)\| Arbitro: \| Brisard \| |
| Arbitro:                                              | Brisard  |               |                     |                                                              |

| Arbitro: | Delerue |

|          |           |           |
| Blas 50’ | Marcatori | 69’ Payet |

| Arbitro: | Millot |

|                  |           |                 |
| Milik 44’ (rig.) | Marcatori | 21’ Toko Ekambi |

| Arbitro: | Turpin |

|                  |           |  |
| David 90’, 90+2’ | Marcatori |  |

| Arbitro: | Miguelgorry |

|                                        |           |              |
| Milik 45+1’ Thauvin 88’ Cuisance 90+2’ | Marcatori | 71’ Brassier |

| Arbitro: | Letexier |

|                                            |           |  |
| Thuram 34’ Gouiri 74’ Claude-Maurice 90+1’ | Marcatori |  |

| Arbitro: | Buquet |

|                            |           |  |
| Balerdi 45+1’ González 79’ | Marcatori |  |

| Arbitro: | Brisard |

|                              |           |                                  |
| Delort 1’ Laborde 74’, 90+3’ | Marcatori | 43’ Milik 45+2’ Gueye 71’ Perrin |

| Arbitro: | Brisard |

|                             |           |                |
| Payet 53’ Lirola 56’, 90+1’ | Marcatori | 19’, 70’ Moffi |

| Arbitro: | Wattellier |

|           |           |                            |
| Mbuku 38’ | Marcatori | 41’, 76’ Payet 45+2’ Milik |

| Arbitro: | Frappart |

|               |           |              |
| Benedetto 86’ | Marcatori | 73’ Mitrović |

| Arbitro: | Hamel |

|            |           |  |
| Nordin 43’ | Marcatori |  |

| Arbitro: | Schneider |

|                             |           |                             |
| Milik 9’, 48’, 90+1’ (rig.) | Marcatori | 57’ Pereira Lage 85’ Thomas |

| Arbitro: | Ben El Hadj |

|                      |           |                     |
| Boulaya 90+7’ (rig.) | Marcatori | 90+13’ (rig.) Milik |

### Coppa di Francia
| Arbitro: | Schneider |

|  |           |                           |
|  | Marcatori | 54’ Benedetto 90+2’ Dieng |

| Arbitro: | Delajod |

|                       |           |           |
| Posteraro 21’ Bai 71’ | Marcatori | 38’ Milik |

### Champions League

#### Fase a gironi
| Arbitro: | Orsato |

|              |           |  |
| Hassan 90+1’ | Marcatori |  |

| Arbitro: | Stieler |

|  |           |                                      |
|  | Marcatori | 18’ Torres 76’ Gündoğan 81’ Sterling |

| Arbitro: | Lahoz |

|                                        |           |  |
| Marega 4’ Oliveira 28’ (rig.) Díaz 69’ | Marcatori |  |

| Arbitro: | Ekberg |

|  |           |                                |
|  | Marcatori | 39’ Sanusi 72’ (rig.) Oliveira |

| Arbitro: | Gil Manzano |

|                              |           |            |
| Payet 55’ (rig.), 75’ (rig.) | Marcatori | 33’ Camara |

| Arbitro: | Meler |

|                                           |           |  |
| Torres 48’ Agüero 77’ González 90’ (aut.) | Marcatori |  |

### Trophée des champions
| Arbitro: | Buquet |

|                              |           |           |
| Icardi 35’ Neymar 85’ (rig.) | Marcatori | 89’ Payet |

## Statistiche
Aggiornate al 23 maggio 2021.

### Statistiche di squadra
| Competizione          | Punti | In casa | In casa | In casa | In casa | In casa | In casa | In trasferta | In trasferta | In trasferta | In trasferta | In trasferta | In trasferta | Totale | Totale | Totale | Totale | Totale | Totale | DR  |
| Competizione          | Punti | G       | V       | N       | P       | Gf      | Gs      | G            | V            | N            | P            | Gf           | Gs           | G      | V      | N      | P      | Gf     | Gs     | DR  |
| --------------------- | ----- | ------- | ------- | ------- | ------- | ------- | ------- | ------------ | ------------ | ------------ | ------------ | ------------ | ------------ | ------ | ------ | ------ | ------ | ------ | ------ | --- |
| Ligue 1               | 60    | 19      | 10      | 5       | 4       | 32      | 23      | 19           | 6            | 7            | 6            | 22           | 24           | 38     | 16     | 12     | 10     | 54     | 47     | +7  |
| Coppa di Francia      | -     | 0       | 0       | 0       | 0       | 0       | 0       | 2            | 1            | 0            | 1            | 3            | 2            | 2      | 1      | 0      | 1      | 3      | 2      | +1  |
| Trophée des champions | -     | 0       | 0       | 0       | 0       | 0       | 0       | 0            | 0            | 0            | 0            | 0            | 0            | 1      | 0      | 0      | 1      | 1      | 2      | -1  |
| Champions League      | 3     | 3       | 1       | 0       | 2       | 2       | 6       | 3            | 0            | 0            | 3            | 0            | 6            | 6      | 1      | 0      | 5      | 2      | 12     | -10 |
| Totale                | -     | 22      | 11      | 5       | 6       | 34      | 29      | 24           | 7            | 7            | 10           | 25           | 32           | 47     | 18     | 12     | 17     | 60     | 63     | -3  |

### Statistiche individuali
| Giocatore         | Ligue 1  | Ligue 1 | Ligue 1     | Ligue 1    | Coppa di Francia | Coppa di Francia | Coppa di Francia | Coppa di Francia | Trophée des champions | Trophée des champions | Trophée des champions | Trophée des champions | Champions League | Champions League | Champions League | Champions League | Totale   | Totale | Totale      | Totale     |
| Giocatore         | Presenze | Reti    | Ammonizioni | Espulsioni | Presenze         | Reti             | Ammonizioni      | Espulsioni       | Presenze              | Reti                  | Ammonizioni           | Espulsioni            | Presenze         | Reti             | Ammonizioni      | Espulsioni       | Presenze | Reti   | Ammonizioni | Espulsioni |
| ----------------- | -------- | ------- | ----------- | ---------- | ---------------- | ---------------- | ---------------- | ---------------- | --------------------- | --------------------- | --------------------- | --------------------- | ---------------- | ---------------- | ---------------- | ---------------- | -------- | ------ | ----------- | ---------- |
| N. Ahmed          | 0        | 0       | 0           | 0          | 0                | 0                | 0                | 0                | 0                     | 0                     | 0                     | 0                     | 0                | 0                | 0                | 0                | 0        | 0      | 0           | 0          |
| M. Aké            | 7        | 0       | 0           | 0          | 0                | 0                | 0                | 0                | 0                     | 0                     | 0                     | 0                     | 4                | 0                | 0                | 0                | 11       | 0      | 0           | 0          |
| Álvaro            | 30       | 2       | 12          | 0          | 1                | 0                | 0                | 0                | 1                     | 0                     | 1                     | 0                     | 6                | 0                | 2                | 0                | 38       | 2      | 15          | 0          |
| J. Amavi          | 11       | 1       | 3           | 1          | 0                | 0                | 0                | 0                | 0                     | 0                     | 0                     | 0                     | 5                | 0                | 2                | 0                | 16       | 1      | 5           | 1          |
| L. Balerdi        | 21       | 2       | 6           | 1          | 1                | 0                | 0                | 0                | 0                     | 0                     | 0                     | 0                     | 2                | 0                | 2                | 1                | 24       | 2      | 8           | 2          |
| D. Benedetto      | 30       | 5       | 3           | 2          | 2                | 1                | 0                | 0                | 1                     | 0                     | 0                     | 0                     | 6                | 0                | 0                | 0                | 39       | 6      | 3           | 2          |
| U. Bertelli       | 0        | 0       | 0           | 0          | 0                | 0                | 0                | 0                | 0                     | 0                     | 0                     | 0                     | 0                | 0                | 0                | 0                | 0        | 0      | 0           | 0          |
| D. Ćaleta-Car     | 31       | 2       | 8           | 1          | 1                | 0                | 0                | 0                | 1                     | 0                     | 0                     | 0                     | 4                | 0                | 1                | 0                | 37       | 2      | 9           | 1          |
| F. Chabrolle      | 0        | 0       | 0           | 0          | 0                | 0                | 0                | 0                | 0                     | 0                     | 0                     | 0                     | 0                | 0                | 0                | 0                | 0        | 0      | 0           | 0          |
| M. Cuisance       | 22       | 2       | 3           | 0          | 1                | 0                | 0                | 0                | 0                     | 0                     | 0                     | 0                     | 6                | 0                | 0                | 0                | 29       | 2      | 3           | 0          |
| B. Dieng          | 5        | 0       | 0           | 0          | 1                | 1                | 0                | 0                | 0                     | 0                     | 0                     | 0                     | 0                | 0                | 0                | 0                | 6        | 1      | 0           | 0          |
| V. Germain        | 22       | 3       | 1           | 0          | 2                | 0                | 0                | 0                | 1                     | 0                     | 0                     | 0                     | 5                | 0                | 0                | 0                | 30       | 3      | 1           | 0          |
| L. Henrique       | 19       | 0       | 0           | 0          | 2                | 0                | 0                | 0                | 0                     | 0                     | 0                     | 0                     | 3                | 0                | 0                | 0                | 24       | 0      | 0           | 0          |
| P. Gueye          | 30       | 2       | 11          | 1          | 2                | 0                | 1                | 0                | 1                     | 0                     | 0                     | 0                     | 4                | 0                | 1                | 0                | 37       | 2      | 13          | 1          |
| B. Kamara         | 33       | 0       | 6           | 0          | 2                | 0                | 0                | 0                | 1                     | 0                     | 0                     | 0                     | 5                | 0                | 2                | 0                | 41       | 0      | 8           | 0          |
| A. Kamardin       | 0        | 0       | 0           | 0          | 0                | 0                | 0                | 0                | 0                     | 0                     | 0                     | 0                     | 0                | 0                | 0                | 0                | 0        | 0      | 0           | 0          |
| S.-E. Khaoui      | 17       | 2       | 4           | 0          | 2                | 0                | 0                | 0                | 0                     | 0                     | 0                     | 0                     | 0                | 0                | 0                | 0                | 19       | 2      | 4           | 0          |
| P. Lirola         | 19       | 2       | 3           | 0          | 2                | 0                | 0                | 0                | 1                     | 0                     | 0                     | 0                     | 0                | 0                | 0                | 0                | 22       | 2      | 3           | 0          |
| A. Milik          | 15       | 9       | 2           | 0          | 1                | 1                | 0                | 0                | 0                     | 0                     | 0                     | 0                     | 0                | 0                | 0                | 0                | 16       | 10     | 2           | 0          |
| S. Mandanda       | 36       | -45     | 1           | 0          | 0                | 0                | 0                | 0                | 1                     | -2                    | 0                     | 0                     | 6                | -12              | 0                | 0                | 43       | -59    | 1           | 0          |
| K. Mitroglou      | 0        | 0       | 0           | 0          | 0                | 0                | 0                | 0                | 0                     | 0                     | 0                     | 0                     | 0                | 0                | 0                | 0                | 0        | 0      | 0           | 0          |
| Y. Nagatomo       | 24       | 0       | 2           | 0          | 1                | 0                | 0                | 0                | 1                     | 0                     | 1                     | 0                     | 2                | 0                | 0                | 0                | 28       | 0      | 3           | 0          |
| J. O. Ntcham      | 4        | 0       | 0           | 0          | 2                | 0                | 0                | 0                | 0                     | 0                     | 0                     | 0                     | 0                | 0                | 0                | 0                | 6        | 0      | 0           | 0          |
| S. Ngapandouetnbu | 0        | 0       | 0           | 0          | 0                | 0                | 0                | 0                | 0                     | 0                     | 0                     | 0                     | 0                | 0                | 0                | 0                | 0        | 0      | 0           | 0          |
| D. Payet          | 33       | 7       | 3           | 2          | 1                | 0                | 0                | 0                | 1                     | 1                     | 0                     | 0                     | 6                | 2                | 1                | 0                | 41       | 10     | 4           | 2          |
| Y. Pelé           | 1        | -2      | 0           | 0          | 2                | -2               | 0                | 0                | 1                     | 0                     | 0                     | 0                     | 0                | 0                | 0                | 0                | 4        | -4     | 0           | 0          |
| L. Perrin         | 7        | 1       | 1           | 0          | 1                | 0                | 0                | 0                | 0                     | 0                     | 0                     | 0                     | 0                | 0                | 0                | 0                | 8        | 1      | 1           | 0          |
| A. Phliponeau     | 0        | 0       | 0           | 0          | 0                | 0                | 0                | 0                | 0                     | 0                     | 0                     | 0                     | 0                | 0                | 0                | 0                | 0        | 0      | 0           | 0          |
| N. Radonjić       | 12       | 2       | 2           | 0          | 0                | 0                | 0                | 0                | 1                     | 0                     | 1                     | 0                     | 2                | 0                | 0                | 0                | 15       | 2      | 3           | 0          |
| J. Rahou          | 0        | 0       | 0           | 0          | 0                | 0                | 0                | 0                | 0                     | 0                     | 0                     | 0                     | 0                | 0                | 0                | 0                | 0        | 0      | 0           | 0          |
| R. Richard        | 0        | 0       | 0           | 0          | 0                | 0                | 0                | 0                | 0                     | 0                     | 0                     | 0                     | 1                | 0                | 0                | 0                | 1        | 0      | 0           | 0          |
| C. Rocchia        | 2        | 0       | 0           | 0          | 1                | 0                | 0                | 0                | 0                     | 0                     | 0                     | 0                     | 0                | 0                | 0                | 0                | 3        | 0      | 0           | 0          |
| V. Rongier        | 24       | 1       | 7           | 0          | 1                | 0                | 0                | 0                | 1                     | 0                     | 0                     | 0                     | 6                | 0                | 0                | 0                | 32       | 1      | 7           | 0          |
| H. Sakai          | 27       | 0       | 5           | 1          | 2                | 0                | 0                | 0                | 1                     | 0                     | 0                     | 0                     | 6                | 0                | 1                | 0                | 36       | 0      | 6           | 1          |
| M. Sanson         | 11       | 2       | 2           | 0          | 0                | 0                | 0                | 0                | 1                     | 0                     | 0                     | 0                     | 6                | 0                | 1                | 0                | 18       | 2      | 3           | 0          |
| G. Sertic         | 0        | 0       | 0           | 0          | 0                | 0                | 0                | 0                | 0                     | 0                     | 0                     | 0                     | 0                | 0                | 0                | 0                | 0        | 0      | 0           | 0          |
| C. Souaré         | 1        | 0       | 0           | 0          | 0                | 0                | 0                | 0                | 0                     | 0                     | 0                     | 0                     | 0                | 0                | 0                | 0                | 1        | 0      | 0           | 0          |
| K. Strootman      | 9        | 0       | 1           | 0          | 0                | 0                | 0                | 0                | 0                     | 0                     | 0                     | 0                     | 3                | 0                | 1                | 0                | 12       | 0      | 2           | 0          |
| F. Thauvin        | 35       | 8       | 5           | 0          | 1                | 0                | 0                | 0                | 1                     | 0                     | 0                     | 0                     | 6                | 0                | 2                | 0                | 43       | 8      | 7           | 0          |
| M. Lopez          | 4        | 0       | 1           | 0          | 0                | 0                | 0                | 0                | 0                     | 0                     | 0                     | 0                     | 0                | 0                | 0                | 0                | 4        | 0      | 1           | 0          |
| B. Sarr           | 2        | 0       | 0           | 0          | 0                | 0                | 0                | 0                | 0                     | 0                     | 0                     | 0                     | 0                | 0                | 0                | 0                | 2        | 0      | 0           | 0          |